# Liste der Staatsoberhäupter 1939
Übersicht
◄◄ | ◄ | 1935 | 1936 | 1937 | 1938 | Liste der Staatsoberhäupter 1939 | 1940 | 1941 | 1942 | 1943 | ► | ►►

Weitere Ereignisse

## Afrika
- Ägypten
  - Staatsoberhaupt: König Faruq (1936–1952)
  - Regierungschef:
    - Ministerpräsident Muhammad Mahmoud Pascha (1928–1929, 1937–18. August 1939)
    - Ministerpräsident Ali Maher Pascha (1936, 18. August 1939–1940, 1942, 1952)

- Äthiopien (1936–1941 von Italien besetzt)
  - Staats- und Regierungschef: Kaiser Haile Selassie (1930–1974) (1916–1930 Regent, 1936–1941 im Exil)

- Liberia
  - Staats- und Regierungschef: Präsident Edwin Barclay (1930–1944)

- Südafrika
  - Staatsoberhaupt: König Georg VI. (1936–1952)
    - Generalgouverneur: Patrick Duncan (1937–1943)

  - Regierungschef:
    - Ministerpräsident J.B.M. Hertzog (1924–5. September 1939)
    - Ministerpräsident Jan Smuts (1919–1924, 5. September 1939–1948)

## Amerika

### Nordamerika
- Kanada
  - Staatsoberhaupt: König Georg VI. (1936–1952)
    - Generalgouverneur: John Buchan, 1. Baron Tweedsmuir (1935–1940)

  - Regierungschef: Premierminister William Lyon Mackenzie King (1921–1926, 1926–1930, 1935–1948)

- Mexiko
  - Staats- und Regierungschef: Präsident Lázaro Cárdenas del Río (1934–1940)

- Vereinigte Staaten von Amerika
  - Staats- und Regierungschef: Präsident Franklin D. Roosevelt (1933–1945)

### Mittelamerika
- Costa Rica
  - Staats- und Regierungschef: Präsident León Cortés Castro (1936–1940)

- Dominikanische Republik
  - Staats- und Regierungschef: Präsident Jacinto Bienvenido Peynado (1938–1940)

- El Salvador
  - Staats- und Regierungschef: Präsident Maximiliano Hernández Martínez (1931–1934, 1935–1944)

- Guatemala
  - Staats- und Regierungschef: Präsident Jorge Ubico Castañeda (1931–1944)

- Haiti
  - Staats- und Regierungschef: Präsident Sténio Vincent (1930–1941)

- Honduras
  - Staats- und Regierungschef: Präsident Tiburcio Carías Andino (1933–1949)

- Kuba
  - Staats- und Regierungschef: Präsident Federico Laredo Brú (1936–1940)

- Nicaragua
  - Staats- und Regierungschef: Präsident Anastasio Somoza García (1937–1947, 1950–1956)

- Panama
  - Staats- und Regierungschef:
    - Präsident Juan Demóstenes Arosemena Barreati (1936–16. Dezember 1939)
    - Präsident Ezequiel Fernández Jaén (16. Dezember 1939–18. Dezember 1939) (kommissarisch)
    - Präsident Augusto Samuel Boyd (18. Dezember 1939–1940) (kommissarisch)

### Südamerika
- Argentinien
  - Staats- und Regierungschef: Präsident Roberto María Ortiz (1938–1942)

- Bolivien
  - Staats- und Regierungschef:
    - Präsident Germán Busch (1936, 1937–23. August 1939) (bis 1938 Vorsitzender der Regierungsjunta)
    - Präsident Carlos Quintanilla Quiroga (23. August 1939–1940) (kommissarisch)

- Brasilien
  - Staats- und Regierungschef: Präsident Getúlio Vargas (1930–1945, 1951–1954)

- Chile
  - Staats- und Regierungschef: Präsident Pedro Aguirre Cerda (1938–1941)

- Ecuador
  - Staats- und Regierungschef:
    - Präsident Aurelio Mosquera Narváez (1938–17. November 1939)
    - Präsident Carlos Alberto Arroyo del Río (17. November 1939–11. Dezember 1939, 1940–1944) (kommissarisch)
    - Präsident Andrés Córdova (11. Dezember 1939–1940) (kommissarisch)

- Kolumbien
  - Staats- und Regierungschef: Präsident Eduardo Santos (1938–1942)

- Paraguay
  - Staats- und Regierungschef:
    - Präsident Félix Paiva (1937–15. August 1939)
    - Präsident José Félix Estigarribia (15. August 1939–1940)

- Peru
  - Staatsoberhaupt:
    - Präsident Oscar R. Benavides (1914–1915, 1933–8. Dezember 1939)
    - Präsident Manuel Prado y Ugarteche (8. Dezember 1939–1945, 1956–1962)

  - Regierungschef:
    - Premierminister Ernesto Montagne (1936–12. April 1939)
    - Premierminister Alberto Rey de Castro y Romaña (12. April 1939–8. Dezember 1939)
    - Premierminister Alfredo Solf y Muro (8. Dezember 1939–1944)

- Uruguay
  - Staats- und Regierungschef: Präsident Alfredo Baldomir (1938–1943)

- Venezuela
  - Staats- und Regierungschef: Präsident Eleazar López Contreras (1935–1936, 1936–1941)

## Asien

### Ost-, Süd- und Südostasien
- Bhutan
  - Herrscher: König Jigme Wangchuk (1926–1952)

- China
  - Staatsoberhaupt: Vorsitzender der Nationalregierung Lin Sen (1931–1943)
  - Regierungschef:
    - Vorsitzender des Exekutiv-Yuans H. H. Kung (1938–20. November 1939)
    - Vorsitzender des Exekutiv-Yuans Chiang Kai-shek (20. November 1939–1945)

- Britisch-Indien
  - Kaiser: Georg VI. (1936–1947)
  - Vizekönig: Victor Alexander John Hope (1936–1943)

- Japan
  - Staatsoberhaupt: Kaiser Hirohito (1926–1989)
  - Regierungschef:
    - Premierminister Fürst Konoe Fumimaro (1937–5. Januar 1939)
    - Premierminister Hiranuma Kiichirō (5. Januar–30. August 1939)
    - Premierminister Abe Nobuyuki (30. August 1939–1940)

- Mandschukuo (umstritten)
  - Staatsoberhaupt: Kaiser Puyi (1932–1945)
  - Regierungschef: Ministerpräsident Zhang Jinghui (1935–1945)

- Nepal
  - Staatsoberhaupt: König Tribhuvan (1911–1955)
  - Regierungschef: Ministerpräsident Juddha Shamsher Jang Bahadur Rana (1932–1945)

- Siam (heute: Thailand)
  - Staatsoberhaupt: König Ananda Mahidol (1935–1946)
  - Regierungschef: Feldmarschall Phibul Songkhram (1938–1944)

### Vorderasien
- Irak
  - Staatsoberhaupt:
    - König Ghazi (1933–4. April 1939)
    - König Faisal II. (4. April 1939–1958)

  - Regierungschef: Ministerpräsident Nuri as-Said (1938–1940)

- Jemen
  - Herrscher: König Yahya bin Muhammad (1918–1948)

- Persien (heute: Iran)
  - Staatsoberhaupt: Schah Reza Schah Pahlavi (1925–1941)
  - Regierungschef:
    - Ministerpräsident Mahmud Dscham (1935–26. Oktober 1939)
    - Ministerpräsident Ahmad Matin-Daftari (26. Oktober 1939 – 26. Juni 1940)
    - Ministerpräsident Radschab Ali Mansur (26. Juni 1940 – 28. August 1941)

- Saudi-Arabien
  - Staatsoberhaupt und Regierungschef: König Abd al-Aziz ibn Saud (1932–1953)

- Transjordanien (heute: Jordanien)
  - Herrscher: Emir Abdallah ibn Husain I. (1921–1951)

### Zentralasien
- Afghanistan
  - Staatsoberhaupt: König Mohammed Sahir Schah (1933–1973)
  - Regierungschef: Ministerpräsident Sardar Mohammad Hashim Khan (1929–1946)

- Mongolei
  - Staatsoberhaupt: Vorsitzender des Großen Staats-Churals Dansranbilegiin Dogsom (1936–9. Juli 1939)
  - Regierungschef:
    - Vorsitzender des Rats der Volkskommissare Anandyn Amar (1936–7. März 1939)
    - Vorsitzender des Rats der Volkskommissare Chorloogiin Tschoibalsan (24. März 1939–1952)

- Tibet (umstritten)
  - Herrscher: Dalai Lama Tendzin Gyatsho (1935–1951)

## Australien und Ozeanien
- Australien
  - Staatsoberhaupt: König Georg VI. (1936–1952)
  - Generalgouverneur: Earl Alexander Hore-Ruthven (1936–1945)
  - Regierungschef:
    - Premierminister Joseph Lyons (1932–7. April 1939)
    - Premierminister Earle Page (7. April–26. April 1939)
    - Premierminister Robert Menzies (26. April 1939–1941)

- Neuseeland
  - Staatsoberhaupt: König Georg VI. (1936–1952)
  - Generalgouverneur: Viscount George Monckton-Arundell (1935–1941)
  - Regierungschef: Premierminister Michael Joseph Savage (1935–1940)

## Europa
- Albanien (1939–1943 von Italien besetzt)
  - Staatsoberhaupt:
    - König Ahmet Zogu (1925–8. April 1939, 1943–1946)
    - König Viktor Emanuel III. (16. April 1939–1943) (1936–1941 Kaiser von Äthiopien, 1900–1946 König von Italien)

  - Regierungschef:
    - Ministerpräsident Kostaq Kota (1928–1930, 1936–8. April 1939)
    - Ministerpräsident Shefqet Vërlaci (1924, 12. April 1939–1941)

- Andorra
  - Co-Fürsten:
    - Staatspräsident von Frankreich: Albert Lebrun (1932–1940)
    - Bischof von Urgell: Justí Guitart i Vilardebò (1920–1940)

- Belgien
  - Staatsoberhaupt: König Leopold III. (1934–1951) (1940–1945 in deutscher Gefangenschaft, 1945–1950 im Schweizer Exil)
  - Regierungschef:
    - Ministerpräsident Paul-Henri Spaak (1938–22. Februar 1939, 1946, 1947–1949)
    - Ministerpräsident Hubert Pierlot (22. Februar 1939–1945) (1940–1944 im Exil)

- Bulgarien
  - Staatsoberhaupt: Zar Boris III. (1918–1943)
  - Regierungschef: Ministerpräsident Georgi Kjosseiwanow (1935–1940)

- Dänemark
  - Staatsoberhaupt: König Christian X. (1912–1947) (1918–1944 König von Island)
  - Regierungschef: Ministerpräsident Thorvald Stauning (1924–1926, 1929–1942)

- Deutsches Reich
  - Staats- und Regierungschef: „Führer und Reichskanzler“ Adolf Hitler (1933–1945)

- Estland
  - Staatsoberhaupt: Präsident Konstantin Päts (1921–1922, 1923–1924, 1931–1932, 1932–1933, 1933–1940) (1918–1919, 1934–1937 Ministerpräsident)
  - Regierungschef:
    - Ministerpräsident Kaarel Eenpalu (1938–12. Oktober 1939) (1932 Präsident)
    - Ministerpräsident Jüri Uluots (12. Oktober 1939–1940)

- Finnland
  - Staatsoberhaupt: Präsident Kyösti Kallio (1937–1940) (1922–1924, 1925–1926, 1929–1930, 1936–1937 Ministerpräsident)
  - Regierungschef:
    - Ministerpräsident Aimo Kaarlo Cajander (1922, 1924, 1937–1. Dezember 1939)
    - Ministerpräsident Risto Ryti (1. Dezember 1939–1940) (1940–1944 Präsident)

- Frankreich
  - Staatsoberhaupt: Präsident Albert Lebrun (1932–1940)
  - Regierungschef: Präsident des Ministerrats Édouard Daladier (1933, 1934, 1938–1940)

- Griechenland
  - Staatsoberhaupt: König Georg II. (1922–1924, 1935–1947) (1941–1946 im Exil)
  - Regierungschef: Ministerpräsident Ioannis Metaxas (1936–1941)

- Irland
  - Staatsoberhaupt: Präsident Douglas Hyde (1938–1945)
  - Regierungschef: Taoiseach Éamon de Valera (1932–1948, 1951–1954, 1957–1959) (1959–1973 Präsident)

- Italien
  - Staatsoberhaupt: König Viktor Emanuel III. (1900–1946)
  - Regierungschef: Duce Benito Mussolini (1922–1943)

- Jugoslawien
  - Staatsoberhaupt: König Peter II. (1934–1945) (1941–1945 im Exil)
    - Regent: Prinz Paul (1934–1941)

  - Regierungschef:
    - Ministerpräsident Milan Stojadinović (1935–5. Februar 1939)
    - Ministerpräsident Dragiša Cvetković (5. Februar 1939–1941)

- Lettland
  - Staatsoberhaupt: Präsident Kārlis Ulmanis (1936–1940) (1918–1919, 1919–1921, 1925–1926, 1931, 1934–1940 Ministerpräsident)
  - Regierungschef: Ministerpräsident Kārlis Ulmanis (1918–1919, 1919–1921, 1925–1926, 1931, 1934–1940) (1936–1940 Präsident)

- Liechtenstein
  - Staatsoberhaupt: Fürst Franz Josef II. (1938–1989)
  - Regierungschef Josef Hoop (1928–1945)

- Litauen
  - Staatsoberhaupt: Präsident Antanas Smetona (1918–1920, 1926–1940)
  - Regierungschef:
    - Ministerpräsident Vladas Mironas (1938–28. März 1939)
    - Ministerpräsident Jonas Černius (28. März 1939–21. November 1939)
    - Ministerpräsident Antanas Merkys (21. November 1939–1940)

- Luxemburg
  - Staatsoberhaupt: Großherzogin Charlotte (1919–1964) (1940–1945 im Exil)
  - Regierungschef: Staatsminister Pierre Dupong (1937–1953) (1940–1945 im Exil)

- Monaco
  - Staatsoberhaupt: Fürst Louis II. (1922–1949)
  - Regierungschef: Staatsminister Émile Roblot (1937–1944)

- Niederlande
  - Staatsoberhaupt: Königin Wilhelmina (1890–1948) (1940–1945 im Exil)
  - Regierungschef:
    - Ministerpräsident Hendrikus Colijn (1925–1926, 1933–1939)
    - Ministerpräsident Dirk Jan de Geer (1926–1929, 10. August 1939–1940) (ab 1940 im Exil)

- Norwegen
  - Staatsoberhaupt: König Haakon VII. (1906–1957) (1940–1945 im Exil)
  - Regierungschef: Ministerpräsident Johan Nygaardsvold (1935–1945) (1940–1945 im Exil)

- Polen
  - Staatsoberhaupt:
    - Präsident Ignacy Mościcki (1926–30. September 1939)
    - Präsident Bolesław Wieniawa-Długoszowski (25. September 1939–26. September 1939)
    - Präsident Władysław Raczkiewicz (30. September 1939–1947)

  - Regierungschef:
    - Ministerpräsident Felicjan Sławoj Składkowski (1936–30. September 1939)
    - Ministerpräsident Władysław Sikorski (30. September 1939–1943)

- Portugal
  - Staatsoberhaupt: Präsident Óscar Carmona (1925–1951)
  - Regierungschef: Ministerpräsident António de Oliveira Salazar (1932–1968)

- Rumänien
  - Staatsoberhaupt: König Karl II. (1930–1940)
  - Regierungschef:
    - Ministerpräsident Miron Cristea (1938–6. März 1939)
    - Ministerpräsident Armand Călinescu (7. März–21. September 1939)
    - Ministerpräsident Gheorghe Argeşanu (21. September–28. September 1939)
    - Ministerpräsident Constantin Argetoianu (28. September–24. November 1939)
    - Ministerpräsident Gheorghe Tătărescu (24. November 1939–1940)

- San Marino
  - Capitani Reggenti:
    - Carlo Balsimelli (1920–1921, 1933–1934, 1938–1. April 1939, 1942–1943) und Celio Gozi (1938–1. April 1939, 1942)
    - Pompeo Righi (1932, 1935–1936, 1. April 1939–1. Oktober 1939) und Marino Morri (1927, 1931–1932, 1935–1936, 1. April 1939–1. Oktober 1939)
    - Marino Michelotti (1934–1935, 1. Oktober 1939–1940, 1943) und Orlando Reffi (1. Oktober 1939–1940)

  - Regierungschef: Außenminister Giuliano Gozi (1918–1943)

- Schweden
  - Staatsoberhaupt: König Gustav V. (1907–1950)
  - Regierungschef: Ministerpräsident Per Albin Hansson (1936–1946)

- Schweiz[1]
  - Bundespräsident: Philipp Etter (1939, 1942, 1947, 1953)
  - Bundesrat:
    - Giuseppe Motta (1911–1940)
    - Marcel Pilet-Golaz (1929–1944)
    - Rudolf Minger (1930–1940)
    - Philipp Etter (1934–1959)
    - Johannes Baumann (1934–1940)
    - Hermann Obrecht (1935–1940)
    - Ernst Wetter (1. Januar 1939–1943)

- Slowakei
  - Regierungschef:
    - Ministerpräsident Jozef Tiso (14. März–26. Oktober 1939)
    - Ministerpräsident Vojtech Tuka (27. Oktober 1939–1944)

  - Staatsoberhaupt: Jozef Tiso (26. Oktober 1939–1945)

- Sowjetunion
  - Parteichef: Generalsekretär der KPdSU Josef Stalin (1922–1953)
  - Staatsoberhaupt: Vorsitzender des Präsidiums des obersten Sowjets Michail Iwanowitsch Kalinin (1922–1946)
  - Regierungschef:
    - Vorsitzender des Ministerrats Wjatscheslaw Michailowitsch Molotow (1930–6. Mai 1941)

- Spanien (Bürgerkrieg)
  - Spanische Republik
    - Staatsoberhaupt:
      - Präsident Manuel Azaña (1936–1. März 1939)
      - (amtierend) Diego Martínez Barrio (1. März–4. März 1939)
      - Präsident des Nationalen Verteidigungsrats (amtierend) Segismundo Casado (4. März–13. März 1939)
      - Präsident des Nationalen Verteidigungsrats José Miaja (13. März–25. März 1939)

    - Regierungschef:
      - Ministerpräsident Juan Negrín (1937–6. März 1939)

  - Estado Español
    - Staatsoberhaupt:
      - Caudillo Francisco Franco (1936–1975)

    - Regierungschef:
      - Regierungspräsident Francisco Franco (1938–1973)

- Tschechoslowakei (15. März vom Deutschen Reich besetzt und in Protektorat Böhmen und Mähren und Slowakei aufgeteilt)
  - Staatsoberhaupt: Präsident Emil Hácha (1938–15. März 1939)
  - Regierungschef: Ministerpräsident Rudolf Beran (1938–15. März 1939)

- Türkei
  - Staatsoberhaupt: Präsident İsmet İnönü (1938–1950)
  - Regierungschef:
    - Ministerpräsident Celâl Bayar (1937–25. Januar 1939)
    - Ministerpräsident Refik Saydam (25. Januar 1939–1942)

- Ungarn
  - Staatsoberhaupt: Reichsverweser Miklós Horthy (1920–1944)
  - Regierungschef:
    - Ministerpräsident Béla Imrédy (1938–16. Februar 1939)
    - Ministerpräsident Pál Teleki (16. Februar 1939–1941)

- Vatikanstadt
  - Staatsoberhaupt:
    - Papst Pius XI. (1929–10. Februar 1939)
    - Papst Pius XII. (2. März 1939–1958)

  - Regierungschef:
    - Kardinalstaatssekretär Eugenio Pacelli (1930–1939)
    - Kardinalstaatssekretär Luigi Maglione (1939–1944)

- Vereinigtes Königreich
  - Staatsoberhaupt: König Georg VI. (1936–1952)
  - Regierungschef: Premierminister Arthur Neville Chamberlain (1937–1940)